# Horst Astroth
Horst Astroth (* 30. Oktober 1923 in Naumburg (Saale); † 10. Januar 2017 ebenda) war ein deutscher Geher.

## Werdegang
Astroth wuchs in Naumburg direkt in der Innenstadt am Reußenplatz auf und wurde früh Mitglied im Männerturnverein Naumburg. Nachdem er als Soldat in den Zweiten Weltkrieg eingezogen wurde, unterbrach er seine Sportlerlaufbahn. Aus dem Krieg kam Astroth verwundet zurück, weshalb ihm die Rückkehr zum Sport nicht gleich gelang. Erst 1953 fand er mit fast 30 Jahren zum Gehen. Gemeinsam mit den Sportfreunden Max Weber und Dieter Lindner begründete er den Gehersport in Naumburg. Bei den Olympischen Sommerspielen 1960 in Rom ging er über die 50-km-Distanz nach 4 Stunden und 50 Minuten als 16. ins Ziel. Zwei Jahre später bei den Europameisterschaften 1962 in Belgrad erreichte er Rang acht. Zuvor hatte er diesen Platz bereits bei den 42. Gehermeisterschaften Großbritanniens im Mai 1961 belegt.
In den 1970er Jahren wurde er Nachwuchsübungsleiter bei der BSG Aufbau Naumburg. In den folgenden Jahren etablierte er die internationalen Gehwettbewerbe in Naumburg, die noch heute als Geher-Tage durchgeführt werden.
Bereits früh engagierte sich Astroth bei den Liberalen. Zudem gehörte er zu den freien Mitarbeitern der Liberaldemokratischen Zeitung (LDZ). Nach der deutschen Wiedervereinigung wurde er Mitglied in der FDP und war lange Jahre Mitglied des Stadtrates. Im Januar 2017 starb Astroth in seiner Heimat Naumburg im Alter von 93 Jahren. Er war mit seiner Frau Gisela verheiratet und lebte mit ihr bis zuletzt in einem Seniorenstift. Astroth war bis kurz vor seinem Tod noch sportlich aktiv und hält in den hohen Altersklassen bis heute noch Landesrekorde in Sachsen-Anhalt.